# أصدقاء (فلم 1993)
فريندز أو أصدقاء هو فيلم درامي جنوب أفريقي صدر عام 1993 من إخراج إيلين بروكتو. شارك الفيلمُ في مهرجان كان السينمائي عام 1993 وفازَ بجائزة كاميرا الذهب.

## طاقم التمثيل
- كيري فوكس في دور صوفي
- دامبيسا كينت في دور توكو
- ميشيل برجرز في دور أنينكا
- ماريوس وايرز في دور جوهان
- تيرتيوس مينتيس في دور جيريمي
- دوللي راثيبي في دور إنوسنتيا
- ويلما ستوكينستروم في دور إيريس
- كاريل تريتشاردت في دور راينهارت
- آن كورتيس في دور والدة صوفي
- رالف درابر في دور والد صوفي
- ماري توالا في دور جريس
- مافيكي مابوهي في دور دافني
- جوب كوباتسي في دور ماورونديل
- فانيسا كوك في دور مأمورة السّجن
- جيري موفوكينج في دور تومي
- تريفي جان لو بير في دور عاشق جيريمي